# Tryphoema scilloniensis
Tryphoema scilloniensis is een eenoogkreeftjessoort uit de familie van de Rhizothricidae. De wetenschappelijke naam van de soort is voor het eerst geldig gepubliceerd in 1968 door Wells.